# 李作楷
李作楷（?—?），山西省平定直隸州人，清朝政治人物、同進士出身。
光緒十八年（1892年），参加光緒壬辰科殿試，登進士三甲153名。同年五月，著交吏部掣签分发各省，以知县即用